# Musculus intercostalis internus
Der Musculus intercostalis internus (lat. für „innerer Zwischenrippenmuskel“) ist ein im jeweiligen Zwischenrippenraum verlaufender Skelettmuskel des Thorax. Die Musculi intercostales interni (Plural) verlaufen dabei schräg dorsokaudal (rücken-schwanzwärts, beim Menschen also nach hinten und unten) von einer Rippe zur darauffolgenden. Die Faszie, die den Muskel dorsal bedeckt, ist die Fascia thoracica interna.
Die Musculi intercostales interni bilden zusammen mit den Rippen und den über ihnen liegenden Musculi intercostales externi die Brustwand. Die Kontraktion der Musculi intercostales interni senkt die Rippen und verengt damit den Brustkorb, wodurch diese Muskeln die Ausatmung (Exspiration) unterstützen („Hilfsexspirator“) und zur Atemmuskulatur gezählt werden.
Die Anteile, der Musculi intercostales interni, die zwischen den Rippenknorpeln verlaufen, werden Musculi intercartilaginei genannt. Sie wirken im Gegensatz zu den Musculi intercostales interni inspiratorisch.